# 立教大学大学院経済学研究科・経済学部
立教大学経済学部（りっきょうだいがくけいざいがくぶ）は、立教大学が設置する経済学部。立教大学大学院経済学研究科（りっきょうだいがくだいがくいんけいざいがくけんきゅうか）は、経済学を研究する立教大学の大学院経済学研究科。

## 概要

### 創成期

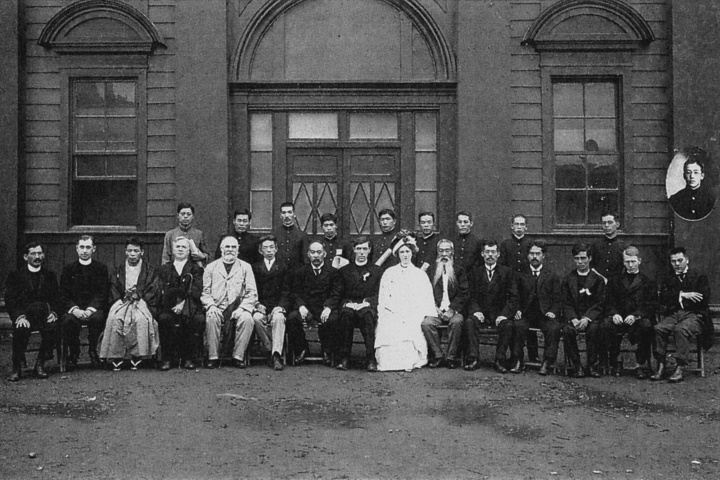
立教大学商科第1回卒業記念写真（1911年）

立教大学経済学部は、経済学科、経済政策学科、会計ファイナンス学科の3学科からなる。1883年に教育令によって日本の大学の先駆けとして東京・築地に設立されたアメリカ合衆国式カレッジの立教大学校では、ヨーロッパ中世以来のリベラル・アーツの伝統を引き継ぐアーツ・サイエンス教育が行われ、自然科学、人文科学とともに、社会科学科目として経済学や会計学が講じられた。経済学の教科書には英国の経済学者のソロルド・ロジャースの経済書、論理学にはウィリアム・ジェヴォンズ（漢名：日奔斯）の書籍などが用いられ、会計学は大学本館（1号館）の別称・モリス館の名で知られるアーサー・ラザフォード・モリスが教えた。当時、ロジャースの経済書の邦訳書がそれぞれ高橋達郎、小山雄、小笠原利孝らによって、ジェヴォンズの『貨幣論』の邦訳書が大島貞益によって文部省を始めとする諸官庁から主に出版されるなどしていたが、立教大学校では原書で講じられ、英語教育も兼ねられていた。

### 商科の創設
1907年の専門学校令を受けて立教大学として発足した時に、現在の経済学部と経営学部の直接的なルーツとなる商科が築地の旧制立教中学校の構内に開設され、文科として設置された文学部と共に学部教育としては立教大学最古の歴史を持っている。

### 商学部の創設
1922年、大学令を受けて再び大学になった際に商学部が設置され、1924年には商学部経済学科が設置された。当時の商学部は商学科と経済学科の2学科から構成され、それぞれ各3年の課程で、予科の商科2年を修了した者が志望によって何れかの課程に進むことができた。

商学部は伝統的に多大な努力を払う英語教育にも特色があった。商学部長を務めた久保田富次郎によると、英語は予科の2年間でかなり鍛えられるが、商学部に進んでからも本科の3年間を通じて毎週少なくとも8時間の授業があったという。この8時間は教科の種類によりだいたい2時間づつの4科目で構成された。第1の科目は普通英文解釈で、教科書は論文戯曲等の文学書が用いられた。第2は主に外国人との対話（英会話）の授業だった。第3は、普通英語及び商業英語の英作文で、第4は英語経済学であった。文学部の英語科とは独立して運営され、経済学説の研究も含まれていた。英語の講座は、根岸由太郎のほかに、井手義行（第10代東京外事専門学校校長、東京外国語大学学長事務取扱）、峰尾都治（東京外国語学校教授、後の旧制東京高等学校校長）、武藤安雄が担任し、商業英語は、小野秀太郎（英文通信の権威、朝日新聞外報部元記者、東京英語専修学校／現・立教大学卒）、隅本の2氏が教授した。その他、外国人教師として米国人のマケックニ、フート、コードウェル、英国人のハロルド・スパックマン、エドワード・ガントレットが教えた。こうした学部教育以外にも英語会（ESS）の組織があり、教壇の教えで足りない所が補われていた。英語会は根岸由太郎の指導の元、会話・演説の演習に務めており、外国人教師も協力する体制が組まれていた。

経済、商業に関する科目では、経済史の開拓者である滝本誠一が日本経済史、経済学史、日本におけるマーケティングの紹介者で、出光佐三（出光興産創業者）にも大きな影響を与えた内池廉吉（東京商科大学・現一橋大学教授）が商業政策、三辺金蔵（立教大学第3代総長、慶應義塾大学名誉教授）と高城仙次郎（慶應義塾大学教授）は正統派経済学説の研究と物価論、阿部賢一（早稲田大学第8代総長）が財政学を講義した。その他の教授として、田辺忠男（後の経済学部長、野球部長）が経済原論、星島茂（早稲田大学教授）が社会政策、錦織理一郎（法政大学総長事務取扱）が保険および統計、大堀市治郎が商工経営、落合素二郎が外国為替を担当するなど少壮気鋭の学者が教鞭を執った。また、商品学の泰斗である坂口武之助（立教大学予科部長）が商学および国税、数学の大家である浅越金次郎（商船学校教授）は学部創設以来の教授として商業数学を担った。信託業や信託法の講座は、未だ信託業が重要視されていない時代の日本において先駆けて開設されたが、教授として呉文炳（日本大学第4代総長）が講じた。

商学部が開設された以降も、法学部を設置していなかったため、商学部を中心に法学の教授陣が所属し、法学教育の体制も徐々に整えられていった。法学の教授陣として、中村進午（一橋大学名誉教授）は立教大学が創立して以来、献身的な援助を行い、国際法、憲法の講義のほか、法学通論を講じた。商法は三橋久美（大審院判事）、民法は竹田音治郎（東京控訴院判事）、行政法は中野登美雄（早稲田大学第5代総長）、民法の一部と刑法は弁護士も務めた細野三千雄（文部政務次官、衆議院議員）と犀川長作が担当した。

そのほか、1925年（大正14年）の春に新設された近世外交史は米田實（朝日新聞社初代外報部長、ジャーナリスト）が担当し、特に商学科の学生のために経済関連の外交問題が講じられた。先述の英語以外にも、ドイツ語、フランス語、オランダ語、スペイン語、中国語の講座も設置されていた。これらの第2外国語は、予科でも無論教えられたが、学部では選択科目で、3学年を通じて毎週4時間（但し、中国語は当面2時間）講義された。ドイツ語の担当は石川錬次（ドイツ文学者）、辻荘一（立教大学名誉教授）の2教授と経済学も担当する河西太一郎（立教大学名誉教授）が務めた。フランス語、オランダ語、スペイン語の教授には須川彌作（フランス文学者、陸軍大学校・浦和高等学校・九州帝国大学教授）、後藤末雄（慶應義塾大学教授）、桜田佐（法政大学教授）が務め、中国語の教授は中国文学研究で著名な宮原民平（拓殖大学第6代学監）が務めた。商学部の卒業生は語学力があったので、企業の海外支店勤務になるものが多かった。特に、台湾銀行において多く卒業生が活躍したのはその一例であった。同行出身の名倉喜作は華南銀行の総理も務めている。
1928年には、欧州経済史、殊にイギリス経済史および消費組合研究の権威者である本位田祥男が教授に就任し、欧州経済史と社会政策を講じた。

### 経済学部への改称
1931年に商学部は経済学部と改称された。法学部は未だ創設前であり、当時においても、既に法学教授陣が経済学部に多数所属し、法学部にも伍する法学教授陣を擁して、経済学・商学と法学が同学部で講じられた。元学長の木村重治、須藤吉之祐、元総長の三辺金蔵、元理事長の河西太一郎、立教英国学院創設者の縣康、伊藤重治郎（早稲田大学元教授）らを始めとする経済・商業の教授陣とともに、中村進午（一橋大学名誉教授）や、中野登美雄（早稲田大学第5代総長）、三橋久美（大審院判事）、中根不覊雄、星野辰雄（渋沢栄一の子）ら法学の教授陣が教鞭を執った。また、当時も英語教育にも力点が置かれ、予科や文学部のみならず経済学部においても、英訳、英作文、英会話、商業英語などの科目が多く設置されていた。滝本誠一も引き続き講じた。

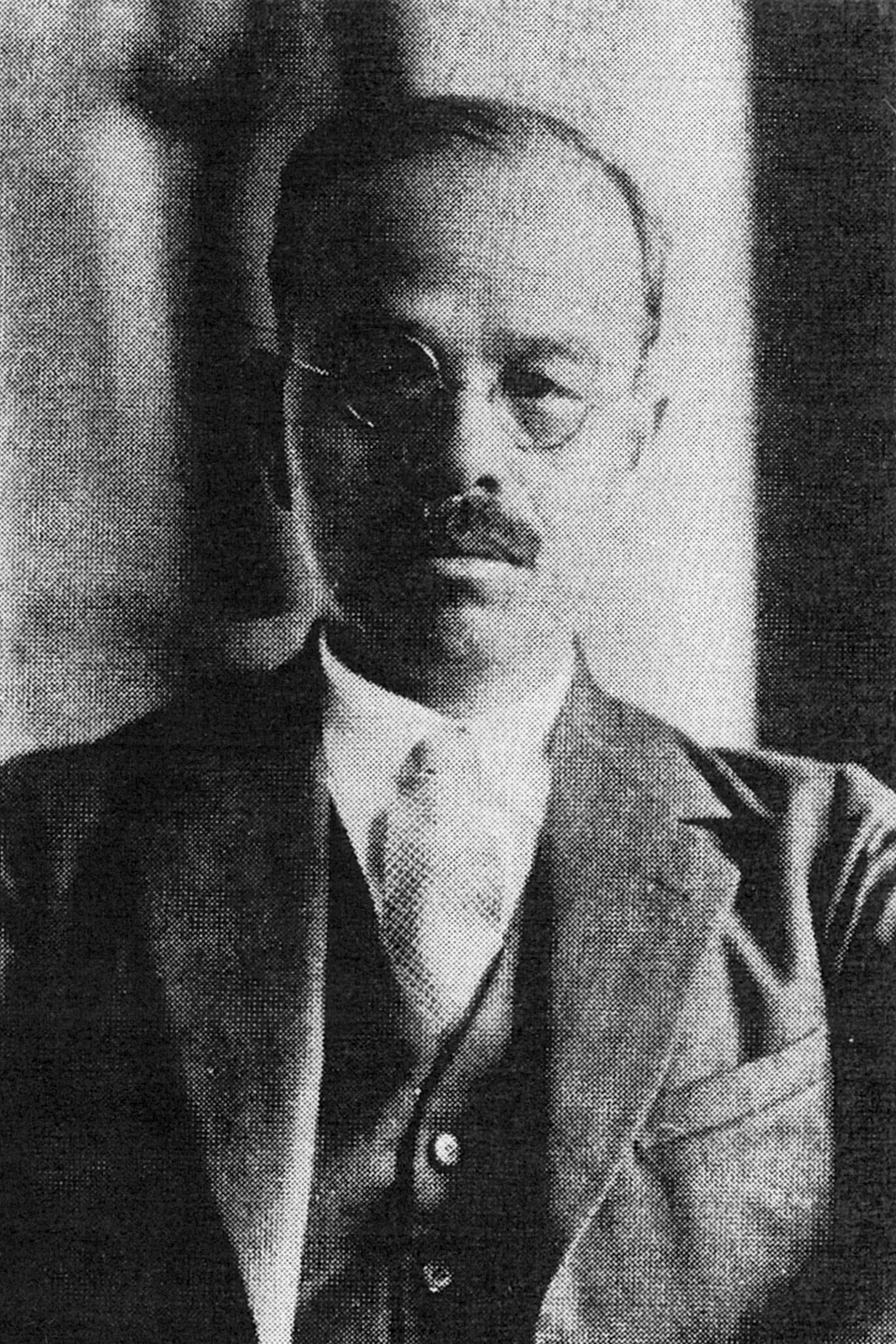
木村重治（立教大学学長、経済学部長）
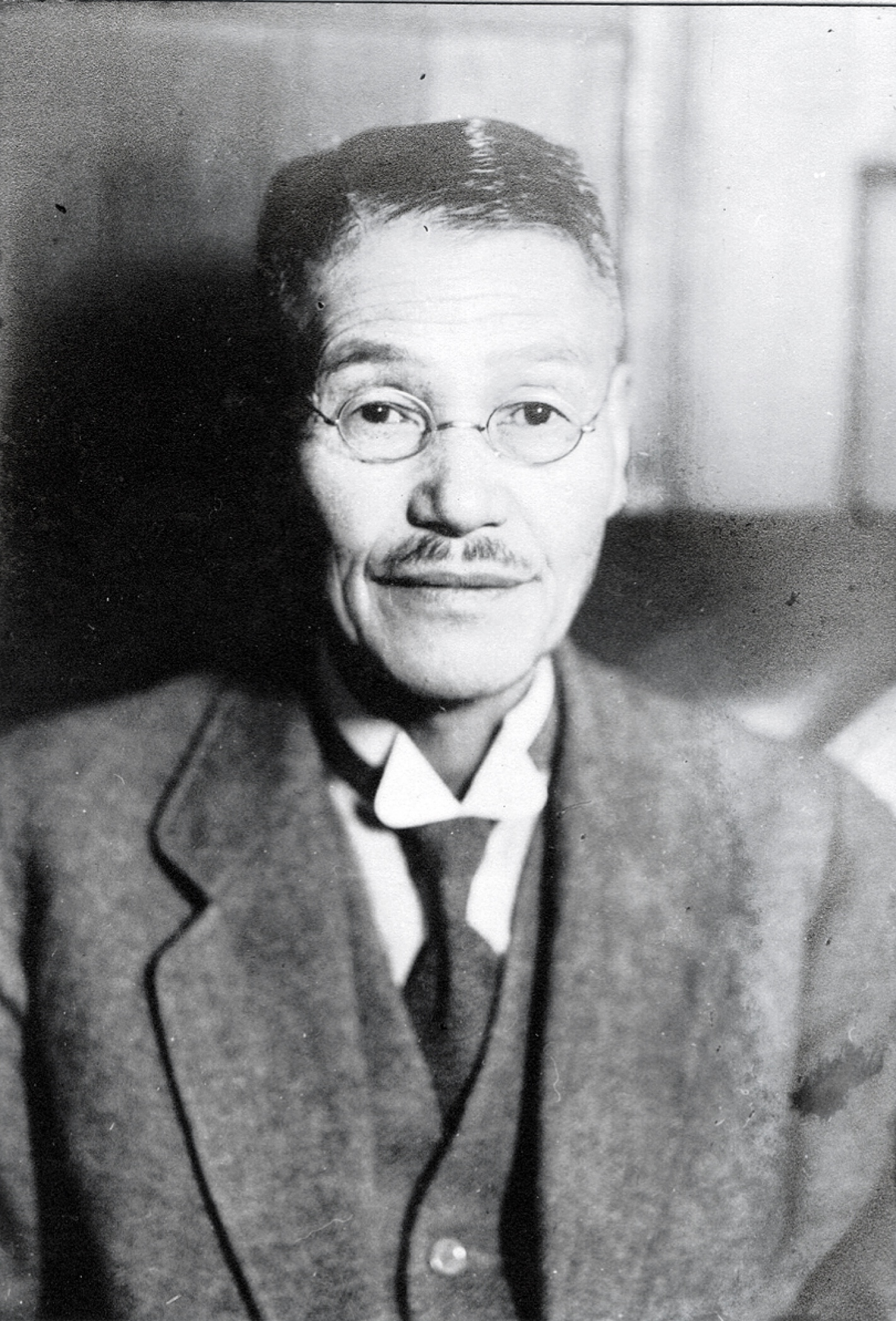
中村進午（経済学部教授、東京商科大学名誉教授）
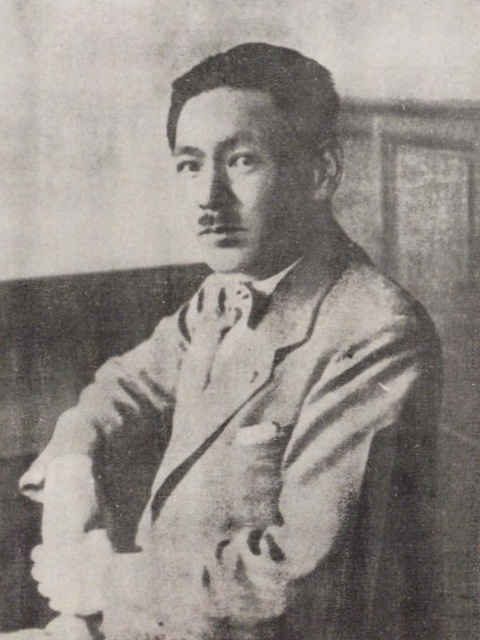
中野登美雄（経済学部教授、早稲田大学第5代総長）

1943年には、能率の父として知られる上野陽一（日本初の経営コンサルタント）が、戦時下で経営が厳しくなっていた立教学院の企画委員となり、経済学部長及び経済学部経営経済学科長に就き、大学運営を支えた。また、同年に経済学部経済学科は国家経済学科、経済学部商学科は経営経済学科と改称された。

### 戦後
1949年、新制大学として認可を受けて文学部、経済学部、理学部が設置され、新制大学認可後の経済学部は経済学科と経営学科から構成された。1952年には、地方財政学の権威である藤田武夫（立教大学名誉教授）が経済学科長に就任。藤田は1959年から経済学部長を務め、大学施設の増築にともない大学院読書室の開設を実現し、経営学科（現・経営学部）のスタッフの充実に尽力した。
2002年に会計ファイナンス学科が設置され、2006年には経営学科が経営学部として独立した。同年、新たに経済政策学科も設置され、現在に至る。

### 経済学関係の個人文庫（立教大学図書館）
立教大学図書館には、アルフォンス・ドープシュ（ウィーン大学元教授）と彼の高弟であるE・パッツェルトの旧蔵資料が「ドープシュ・パッツェルト文庫」として所蔵されており、西洋中世史、古代末期から近世にかけての法制史、ヨーロッパ経済史など、およそ2,400の資料で構成されている。そのほか、中世ヨーロッパを中心とした都市の社会や経済史の資料から成るエーリヒ・マシュケ（ハイデルベルグ大学元教授）の旧蔵資料が「マシュケ文庫」として、同じく中世ヨーロッパ都市の政治史、経済史、法制史、文化史、教会史の体系的な資料から成るウォルター・ウルマン（ケンブリッジ大学元教授）の旧蔵資料が「ウルマン文庫」として所蔵されている。また、経済学部で教授を務めた須藤吉之祐（立教大学元学長）と小林昇（元経済学部長）、日本冶金工業元監査役の水谷臣の旧蔵資料が、それぞれ「須藤吉之祐文庫」、「小林昇文庫」、「水谷臣文庫」として所蔵されている。

## 沿革
- 1859年 - タウンゼント・ハリスの支援のもと江戸幕府の長崎奉行の要請でジョン・リギンズとチャニング・ウィリアムズが長崎に私塾を創設。
- 1870年 - ウィリアムズが大阪・川口の与力町に英学講義所（後の大阪・英和学舎）を設立。
- 1874年 - ウィリアムズにより東京・築地に立教学校が設立。
- 1883年 - 教育令による立教大学校を設立（旧制大学）。
- 1887年 - 大阪・英和学舎が立教大学校と合併。
- 1907年 - 専門学校令により立教大学と改称、文科・商科を設置。
- 1922年 - 大学令により再び旧制大学に昇格、文学部・商学部を設置。
- 1924年 - 商学部経済学科を設置。
- 1931年 - 商学部を経済学部と改称。
- 1943年 - 経済学部経済学科を国家経済学科、経済学部商学科を経営経済学科と改称。
- 1949年 - 新制大学として認可、文学部・経済学部・理学部を設置。
- 2002年 - 会計ファイナンス学科を設置。
- 2006年 - 経営学科が経営学部として独立、経済政策学科を設置。
- 2007年 - 経済学部開設100年を迎える。

## 学部・学科
- 経済学部
  - 経済学科
  - 経済政策学科
  - 会計ファイナンス学科

## 大学院
- 経済学研究科（博士前期課程・博士後期課程）
  - 経済学専攻

## 組織
- 経済学部長・経済学研究科委員長：内野一樹[20]

## 刊行物
立教大学経済学研究会は教員と院生の研究成果を広く公開する為、以下の冊子（紀要）を発行している。
- 「立教経済学研究」

## 主な教職員
（五十音順）
- アンドリュー・デウィット（経済学者、立教大学経済学部経済政策学科教授）
- 池上岳彦（経済学者、立教大学経済学部経済学科教授、立教大学副総長、東京都税制調査会会長[22]）
- 井上雅雄（労働経済学者、立教大学経済学部経済学科教授）
- 内野一樹（経済学者、立教大学経済学部経済学科教授、経済学部長、経済学研究科委員長）
- 老川慶喜（経済学者、歴史学者、立教大学経済学部教授）
- 大橋英五（会計学者、立教大学経済学部会計ファイナンス学科教授、元立教大学総長）
- 郭洋春（経済学者、立教大学経済学部経済学科教授、立教大学総長、元経済学部長、元経済学研究科委員長）
- 佐々木隆治（経済学者、立教大学経済学部経済学科准教授、立教大学経済研究所副所長）
- 首藤若菜（経済学者、立教大学経済学部経済政策学科教授）
- 中島俊克（歴史学者、立教大学経済学部経済学科教授）
- 福島清彦（経済学者、立教大学経済学部経済政策学科特任教授、ジョンズ・ホプキンス大学SAIS教授、野村総合研究所ヨーロッパ社長）
- 真壁昭夫（経済学者、法政大学大学院政策創造研究科教授、立教大学経済学部会計ファイナンス学科兼任講師）
- 山口義行（経済学者、立教大学経済学部経済学科教授）